# Lista över fornlämningar i Ulricehamns kommun (Murum)
Lista över fornlämningar i Ulricehamns kommun (Murum) är en förteckning av ett urval av de fornlämningar som finns i Murum i Ulricehamns kommun.
| Namn                   | Lämningstyp                 | Tillkomsttid | Historisk indelning  | Plats | Läge                 | ID-nr          | Bild                                 |
| ---------------------- | --------------------------- | ------------ | -------------------- | ----- | -------------------- | -------------- | ------------------------------------ |
| Murum 1:1              | Stensättning                |              | Murum, Västergötland |       | 57.915610, 13.298045 | 10173900010001 | Ladda upp en bild av detta fornminne |
| Sikakullen (Murum 2:1) | Gravfält                    |              | Murum, Västergötland |       | 57.911364, 13.295189 | 10173900020001 | Ladda upp en bild av detta fornminne |
| Murum 3:1              | Stenkammargrav              |              | Murum, Västergötland |       | 57.912065, 13.297612 | 10173900030001 | Ladda upp en bild av detta fornminne |
| Murum 5:1              | Stensättning                |              | Murum, Västergötland |       | 57.918535, 13.302652 | 10173900050001 | Ladda upp en bild av detta fornminne |
| Murum 5:2              | Stensättning                |              | Murum, Västergötland |       | 57.918549, 13.302948 | 10173900050002 | Ladda upp en bild av detta fornminne |
| Murum 6:1              | Stenkammargrav              |              | Murum, Västergötland |       | 57.930913, 13.287938 | 10173900060001 | Ladda upp en bild av detta fornminne |
| Murum 7:1              | Stensättning                |              | Murum, Västergötland |       | 57.910875, 13.282553 | 10173900070001 | Ladda upp en bild av detta fornminne |
| Murum 7:2              | Stensättning                |              | Murum, Västergötland |       | 57.910960, 13.282711 | 10173900070002 | Ladda upp en bild av detta fornminne |
| Murum 7:3              | Stensättning                |              | Murum, Västergötland |       | 57.911014, 13.282878 | 10173900070003 | Ladda upp en bild av detta fornminne |
| Murum 7:4              | Stensättning                |              | Murum, Västergötland |       | 57.910965, 13.283068 | 10173900070004 | Ladda upp en bild av detta fornminne |
| Murum 9:1              | Stensättning                |              | Murum, Västergötland |       | 57.913799, 13.278928 | 10173900090001 | Ladda upp en bild av detta fornminne |
| Murum 10:1             | Gravfält                    |              | Murum, Västergötland |       | 57.908432, 13.279735 | 10173900100001 | Ladda upp en bild av detta fornminne |
| Murum 11:1             | Stensättning                |              | Murum, Västergötland |       | 57.904499, 13.278657 | 10173900110001 | Ladda upp en bild av detta fornminne |
| Murum 12:1             | Stensättning                |              | Murum, Västergötland |       | 57.923240, 13.288284 | 10173900120001 | Ladda upp en bild av detta fornminne |
| Murum 13:1             | Hög                         |              | Murum, Västergötland |       | 57.931265, 13.284724 | 10173900130001 | Ladda upp en bild av detta fornminne |
| Murum 13:2             | Hög                         |              | Murum, Västergötland |       | 57.931256, 13.284492 | 10173900130002 | Ladda upp en bild av detta fornminne |
| Murum 13:3             | Hög                         |              | Murum, Västergötland |       | 57.931256, 13.284252 | 10173900130003 | Ladda upp en bild av detta fornminne |
| Murum 17:1             | Stensättning                |              | Murum, Västergötland |       | 57.941333, 13.303191 | 10173900170001 | Ladda upp en bild av detta fornminne |
| Murum 18:1             | Stensättning                |              | Murum, Västergötland |       | 57.946449, 13.305596 | 10173900180001 | Ladda upp en bild av detta fornminne |
| Murum 64:1             | Hällristning                |              | Murum, Västergötland |       | 57.920885, 13.293423 | 10173900640001 | Ladda upp en bild av detta fornminne |
| Murum 65:1             | Stensättning                |              | Murum, Västergötland |       | 57.920775, 13.293544 | 10173900650001 | Ladda upp en bild av detta fornminne |
| Murum 65:2             | Grav markerad av sten/block |              | Murum, Västergötland |       | 57.920769, 13.293740 | 10173900650002 | Ladda upp en bild av detta fornminne |
| Murum 65:3             | Grav markerad av sten/block |              | Murum, Västergötland |       | 57.920678, 13.293488 | 10173900650003 | Ladda upp en bild av detta fornminne |